# Stormwitch
Stormwitch, auch bekannt als „The Masters Of Black Romantic“, ist eine deutsche Heavy-Metal-Band, die mit Unterbrechungen seit 1979 besteht.

## Bandgeschichte
Gegründet wurde die Band 1979 in Gerstetten von Andreas Mück, Harald Spengler, Stefan Kauffmann und Eddy Galeida unter dem Namen „Lemon Sylvan“. Kurz darauf wurde die erste Besetzung mit Jürgen Wannenwetsch vervollständigt. Er verließ die Band im Herbst 1983. Sein Nachfolger wurde Ronny Gleisberg, der auch bei der Produktion der ersten LP Walpurgis Night mitspielte.

### Erste Alben
1984 besuchte die Band mit selbst aufgenommenen Songs verschiedene Studios, um eine Demokassette zu erstellen. Das Studio von Peter Garratoni und Günther Marek, die gleichzeitig das Musiklabel GAMA betrieben, bot der Band einen Plattenvertrag an.
Im Frühjahr 1984 wurde die Debüt-LP Walpurgis Night aufgenommen und veröffentlicht. Sämtliche Songs wurden dabei live im Studio eingespielt und nicht wie üblich Spur für Spur.
Ein Jahr später erschien die zweite LP Tales Of Terror. Auch dieses Album wurde in geringer Auflage auf CD veröffentlicht. Auch wurden ab der zweiten LP Pseudonyme verwendet, mit dem Ziel, im Ausland akzeptiert zu werden. Auf diesen beiden Alben ist die Band noch in Leder und Nieten abgebildet.

### Imagewechsel - The Masters Of Black Romantic
1986 änderte die Band ihr Image. Wo bisher noch düstere Themen die Texte beherrschten, kamen nun immer mehr Fantasy- und Mittelalter- aber auch Piratenthemen in die Songs. Die Band trat in barocken Kostümen auf und die Bezeichnung „The Masters Of Black Romantic“ wurde auf der 1986er LP Stronger Than Heaven eingeführt. Enthalten war auf dieser Platte auch der Song Ravenlord, der in den 1990er Jahren durch die schwedische Band Hammerfall gecovert wurde. Mit der Band Killer gab es eine Deutschlandtournee.
1987 wurde das Nachfolgealbum The Beauty And The Beast beim GAMA-Label veröffentlicht. Aus diesem Album wurde die Ballade Tears By The Firelight Ende der 1990er durch die italienische Band White Skull gecovert. Kommerziell gesehen stellte diese Veröffentlichung bis dahin die erfolgreichste LP der Band dar.
1989 wurde die LP Eye Of The Storm veröffentlicht. Im selben Jahr gab es eine Tour im damaligen Ostblock, u. a. in Ungarn, wo die LP Magyarorszagon (Live in Budapest) mitgeschnitten wurde. Es handelt sich um keine Live-Einspielung, sondern um die Studioversionen der Songs mit entsprechenden Publikumsgeräuschen unterlegt.
1988 verließ Bassist Ronny Gleisberg die Band und wurde durch Andreas Jäger ersetzt. Gitarrist Harald Spengler konzentrierte sich auf das Management der Band, seine Position an der Gitarre übernahm Wolfgang Schludi. Für Andreas Jäger kam kurze Zeit später der spätere Mystic Prophecy- und Valley’s Eve-Bassist Martin Albrecht. Das Management wurde von dessen Lebensgefährtin Marlies „Lis“ Höniger übernommen. Harald Spengler zog sich zurück.

### Brüche
1991/1992 verließen Stefan Kauffmann und Wolfgang Schludi die Band. Ersetzt wurden die beiden durch Agent-Orange Gitarrist Damir Uzunovic und Letter X-Gitarrist Joachim Gassmann. In dieser Besetzung veröffentlichte man das Konzeptalbum War Of The Wizards, das sich thematisch mit dem Roman Der Herr der Ringe von J. R. R. Tolkien beschäftigt. Aus rechtlichen Gründen wurden die Namen der Protagonisten geändert. So wurde aus Aragorn „Aaron“, aus Arwen „Arleen“ etc.
Kurz nach der Veröffentlichung verließ Joachim Gassmann die Band. Seine Position bei Auftritten der Band übernahm kurzzeitig Robert „Robbi“ Balci.
Als Vier-Mann-Combo veröffentlichten sie 1994 das zweite Konzeptalbum Shogun, das sich mit dem gleichnamigen Roman von James Clavell befasst. 1996 kam es zur Auflösung. Gitarrist Damir Uzunovic und Schlagzeuger Peter Langer widmeten sich einer neuen Band (The Armada), Bassist Martin Albrecht spielte bei mehreren anderen Bands mit (Valley’s Eve, Mystic Prophecy). Zurück blieben Andreas Mück und Marlies Höniger (Management).

### Neuanfang
Andreas Mück formierte die Combo im Jahr 2002 neu, als einziges Mitglied der Ur-Besetzung. Unterstützt wurde er von Martin Winkler, Fabian Schwarz, Dominik Schwarz (Runamok), Alex Schmidt und Marc Oppold. In dieser Besetzung veröffentlichte die Band im Sommer 2002 das Comeback-Album Dance With The Witches. Es folgten diverse Auftritte, z. B. auf dem Wacken Open Air, dem Bang Your Head Festival und dem Summer Breeze.
Das zweite Album in dieser Besetzung erschien im Jahre 2004 unter dem Namen Witchcraft bei der Plattenfirma Nuclear Blast. Danach wurde der Plattenvertrag aufgelöst.

### Erneute Brüche
Ende 2004 trennte sich die bisherige Besetzung von Sänger Mück und dem Management. Andreas Mück fand Ersatz in Jürgen Wannenwetsch, dem allerersten Bassisten der Band, Schlagzeuger Markus Ambrosi sowie dem bereits aus dem Jahr 1994 bekannten Gitarristen Robert Balci. In diesem Lineup gab es allerdings nur einen Auftritt („Rock am Rand“-Open-Air, Giengen/Sachsenhausen).
Eine weitere Besetzung fand sich Ende 2005 in Oliver Weislogel, Andrew Roussak, Michael Blechinger sowie Jürgen Wannenwetsch. Von dieser Besetzung gibt es außer einem Radiointerview beim Freies Radio Freudenstadt mit Moderator Uwe Klomfass (Uwes Rock Show) vom Juni 2006 keinerlei Tondokumente. Bei dieser Radiosendung spielten Andy Mück und Oliver Weislogel Eye Of The Storm, Tears By The Firelight und King In The Ring unplugged. Auf der Homepage wurde im August 2008 als einziges Bandmitglied Mück aufgeführt, Wannenwetsch gehörte aber nach eigener Aussage 2009 immer noch dazu. Auch bei der folgenden Besetzung war er Bandmitglied.

### Ein weiterer Neuanfang
Im Frühjahr 2010 gab die Band ein neues, vollständiges Line-Up bekannt. Dies bestand aus Andreas Mück (Gesang), Jürgen Wannenwetsch (Bass), Ralf „Stoney“ Spitznagel (Gitarre), Marc Scheunert (Gitarre) und Harry Reischmann (Schlagzeug). Reischmann wurde 2011 durch Stefan Köllner (Ex-Domain, Ex-Symphorce) ersetzt, 2012 verließ er die Band wieder. Sein Nachfolger wurde der zurückgekehrte Mitbandgründer Peter Langer. Im April 2013 wurde die Trennung von Marc Scheunert (Gitarre) bekannt gegeben. Sein Nachfolger war Volker Schmietow (Ex-Late Nite Romeo), der vom Alter besser zur Band passe. Im Spätsommer 2014 verließ Peter Langer (Schlagzeug) die Band erneut und wurde von Michael Kasper ersetzt. In dieser Besetzung veröffentlichte man das Album „Season Of The Witch“.
Im Juli 2015 verließ Volker Schmietow die Band. Stormwitch trat vorerst ohne 2. Gitarristen auf. Im August 2015 kündigte der andere Gitarrist Ralf „Stoney“ Spitznagel ebenfalls an, die Band im Oktober zu verlassen. Auch Schlagzeuger Michael Kasper verließ die Band. Damit war die Besetzung abermals auf das Duo Mück/Wannenwetsch geschrumpft. Im Januar 2016 präsentierte die Band wieder ein neues Line-Up. Am Schlagzeug saß Sascha Schilling, an den Gitarren befanden sich nun Vsevolod Balkovoy und der zurückgekehrte Marc Scheunert, der die Band 2013 aufgrund seines jungen Alters verlassen musste. Im Mai 2016 wurden die Gitarristen Marc Scheunert und Vsevolod Balkovoy durch den zurückgekehrten Volker Schmietow und Neuzugang Tobias Kipp ersetzt. Im Juni verließ Schlagzeuger Sascha Schilling die Band wieder und wurde durch den zurückgekehrten Marc Oppold ersetzt.
In dieser Besetzung spielte man von 2016 bis 2019 einige Male live und veröffentlichte 2018 das Album „Bound To The Witch“ das sowohl von Presse und Fans sehr gut aufgenommen wurde.
Im August 2019 geben die Musiker auf Facebook bekannt, dass Andreas Mück sich von ihnen getrennt habe.
Die bisherige Facebook-Seite der Band wird geschlossen und eine neue aufgebaut. Auf dieser finden sich die Namen der neuen Musiker: Neben Andreas Mück spielen nun Niklas Berger (Gitarre), Johnny Kröner (Gitarre), Pietro Raneri (Bass) und Alex Sauer (Schlagzeug) bei der Band. Die offizielle Website liefert keine Inhalte mehr.
Am 6. März gab Niklas Berger auf seiner Facebook-Seite bekannt, dass er und sein Kollege Johnny Kröner die Band verlassen werden. Allerdings ist Johnny Kröner auch 2022 noch Mitglied der Band.
Nach der Trennung von Mück und Management gründeten Wannenwetsch, Oppold, Schmietow und Kipp die Band „Skull and Crossbones“, angelehnt an den gleichnamigen Song des ersten Stormwitch-Albums „Walpurgis Night“. Als Sänger vervollständigte Stefan Fronk (Ex-Brainstorm) die erste Besetzung der Band. Gespielt werden Klassiker der ersten vier Stormwitch-Alben. Mit Veröffentlichung des ersten Albums 2023 (mit Sänger Tobias Hübner) sollte sich dies ändern.

## Diskografie

### Studioalben
- Walpurgis Night (1984)
- Tales of Terror (1985)
- Stronger than Heaven (1986)
- The Beauty and the Beast (1987)
- Eye of the Storm (1989)
- War of the Wizards (1992)
- Shogun (1994)
- Dance with the Witches (2002)
- Witchcraft (2004)
- Runescape (2011)
- Season of the Witch (2015)
- Bound to the Witch (2018)

### Kompilationen
- The Best Of (1992)
- Priest of Evil (1998)

### Live-Veröffentlichungen
- Magyarorszagon/Live In Budapest (1989)

## Wiederveröffentlichungen
Im Jahr 2004 kaufte die Firma BattleCry-Records sämtliche Rechte am Back-Katalog der Firma GAMA, bei der auch Stormwitch während der ersten fünf Alben unter Vertrag stand. Anfang 2005 wurden die (inzwischen sehr raren) ersten fünf Alben offiziell wiederveröffentlicht, so auch die sehr gesuchte LP „Tales Of Terror“. Jede CD enthält außerdem Bonus-Songs, die zum größten Teil bisher nie veröffentlicht wurden.
Neben den offiziellen Wiederveröffentlichungen von BattleCry-Records wurden auch das Live-Album, die Best-Of-Compilation sowie einzelne Alben (bspw. „The Beauty And The Beast“) über die Jahre von verschiedenen Firmen neu veröffentlicht, meist aber mit unterschiedlichem Coverartwork und Album-Titel. Auch die Lizenzierung ist fraglich.